# Yumenguan

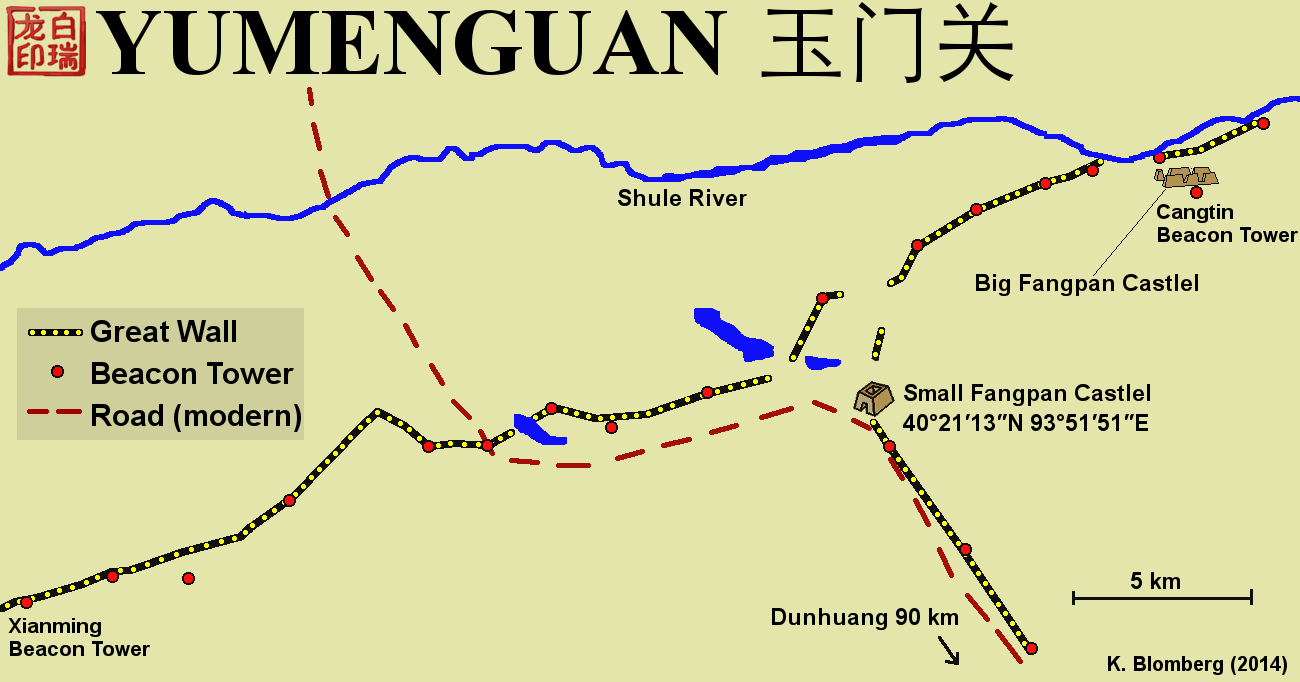
Karta över Yumenguan

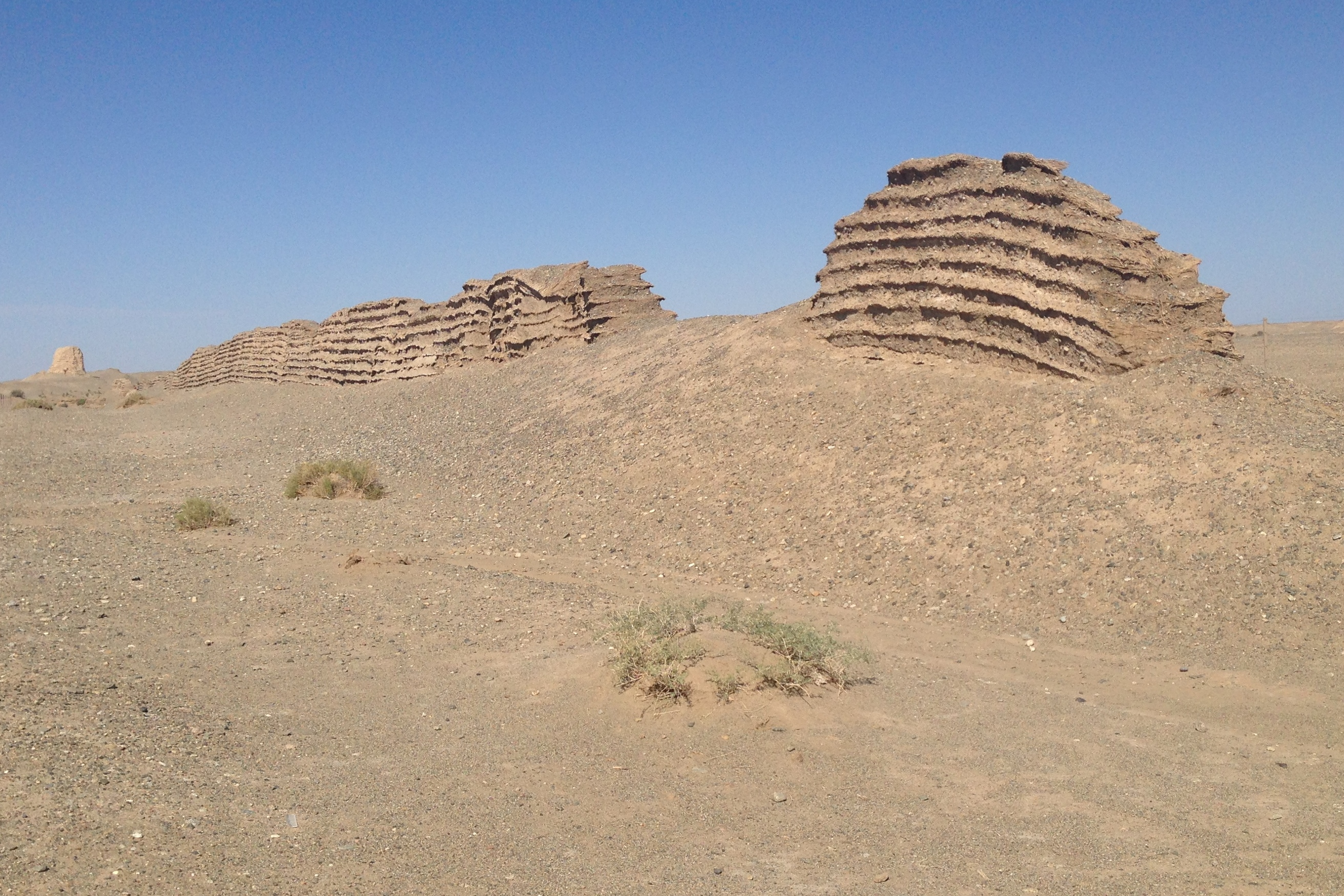
Kinesiska muren från Handynastin vid Yumenguan

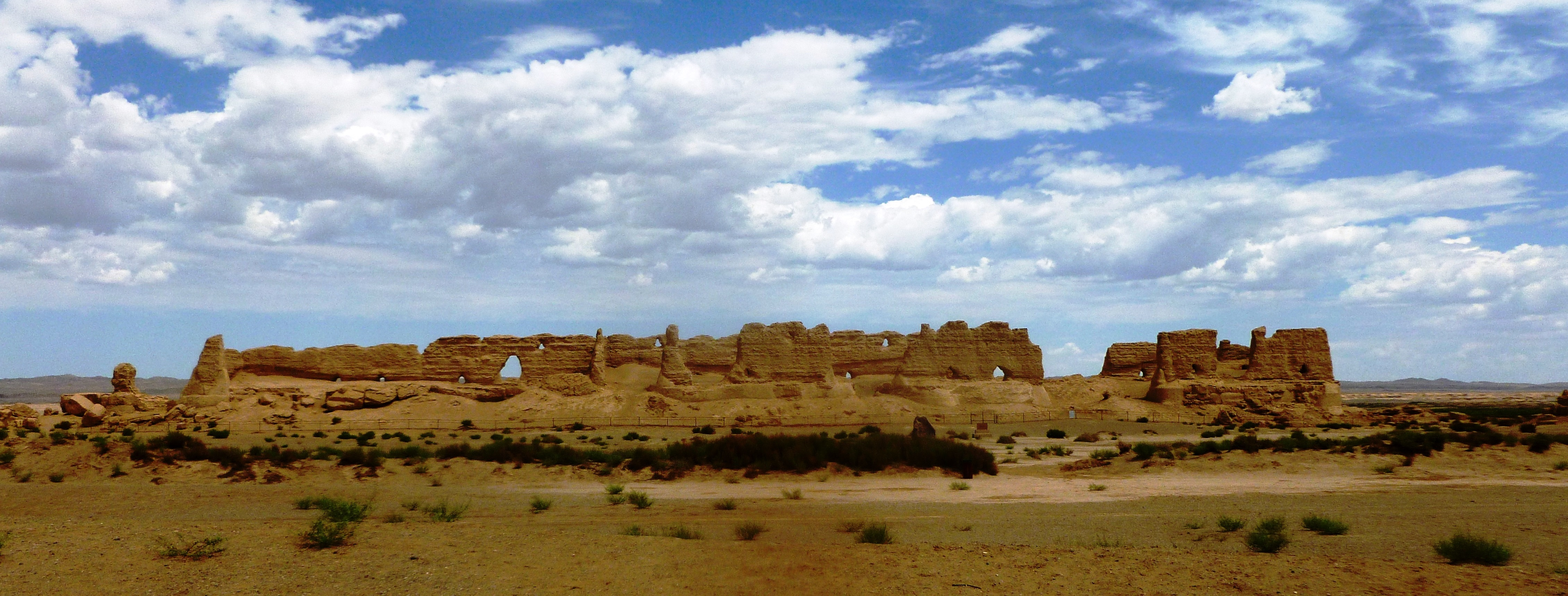
Förrådet Stora Fangpan som finns 11 km nordost om Lilla Fangpan vid Yumenguan.

Yumenguan eller Jadeporten (玉门关; Yùmén Guān) var en försvarsanläggning och en del av kinesiska muren vid södra stranden av Shulefloden, 70 km nordväst om Dunhuang i Gansuprovinsen  i västra Gobiöknen i Kina. Yumenguan var den viktigaste passagen för Sidenvägen väster om Hexikorridoren och var en betydelsefull avgränsning mellan öst och väst. Yumenguan är den bäst bevarade militära passagen från Handynastin och inkluderar 2 fästningar, 20 vårdkasetorn och 18 sektioner av kinesiska muren. Den östra gränsen av Yumenguan är tornet Cangtin och den västra gränsen är vid tornet Xianming. Yumenguan upptar en yta av 45 x 0,5 km längs den kinesiska muren.
Kejsar Han Wudi (regeringstid 141-87 f.Kr.) lät 108 f.Kr. bygga Yumenguan för att skapa ett skydd huvudsakligen mot nomadfolken hunnerna och xiongnu som var ständiga rivaler med Handynastin. Namnet Yumenguan betyder "Jadeporten" och fick sitt namn därför att jade var en av de viktigare handelsvarorna som passerade porten längs Sidenvägen. 50 km söder om Yumenguan finns Yangguan som är Kinas andra viktiga passage mot väst.
Yumenguans bäst bevarade byggnad är Lilla Fangpan (小方盘城) som är en 9,7 meter hög fyrkantig befästning vars bottenyta mäter 26,4 meter i nord-sydlig riktning och 24 meter i öst-västlig riktning och är byggd av packad jord. Väggarna är 4 meter tjocka vid basen och 3,7 meter vid toppen. En ramp i sydöstra hörnet leder upp till toppen på muren där en 1,5 meter bred gång löper. Det finns portar på västra och norra sidan. Lilla Fangpan var en militär ledningscentral för försvaret av Yumenguan under Handynastin.
11 km nordost om Lilla Fangpan finns ruinerna efter Stora Fangpan (大方盘城). Stora Fangpan var ett förråd och byggts av packad jord. Bottenyta mäter 134,8 meter i öst-västlig riktning och 18 meter i nord-sydlig riktning och dess högsta höjd är 6,7 meter. Byggnaden är delad i tre lika delar med två inneväggar som löper i nordsydlig riktning. Ytterväggarna mot öst, väst och norr var dubbla.